# Timbres de Monaco

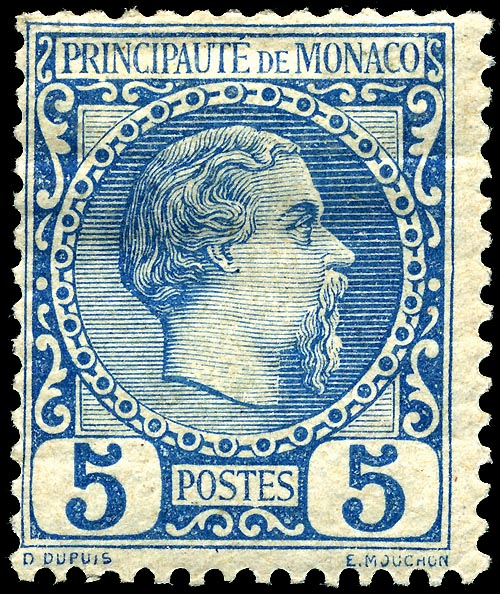
Premier timbre monégasque de 1885 (5 centimes, prince Charles III de Monaco).

Les timbres de Monaco sont les timbres postaux émis par l'Office des émissions de timbres-poste (OETP) de la principauté de Monaco.

## Historique
Le premier timbre monégasque (5 centimes) est émis en 1885. Il a été créé et est à l'effigie du prince Charles III de Monaco.
En 2000, la justice s'intéresse à un commerce de blocs-feuillets édités par la principauté mais sans valeur d'affranchissement qui aurait été vendus à des collectionneurs bernés, un commerce dont les revenus pour l'État princier entre 1991 et 1996 sont estimés à 14 millions de francs.
Le premier timbre en réalité augmentée de Monaco est émis en 2018.

## Années d'émission
- 2005
- 2006
- 2007
- 2008

## Séries
- Les Espèces patrimoniales (2014-2018)
- Les Chanteurs d'opéra (depuis 2015)